# Juho Kusti Paasikivi

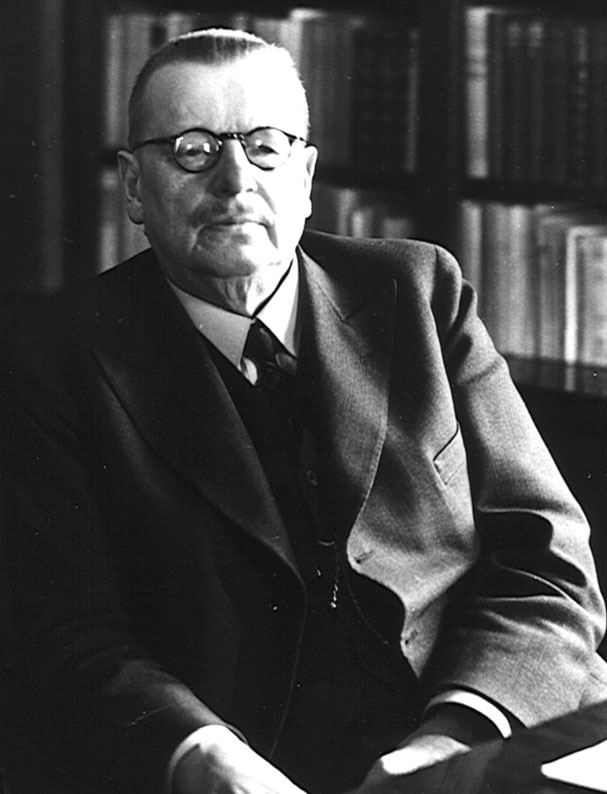
Juho Kusti Paasikivi

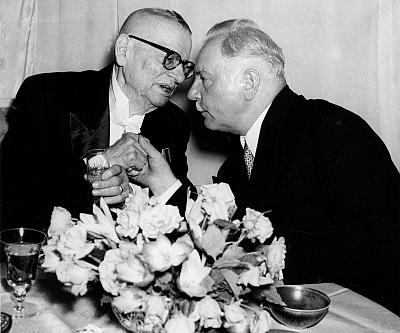
Paasikivi und Kliment Woroschilow (1955)

Juho Kusti Paasikivi, Valtioneuvos [ˈjuhɔ ˈkusti ˈpɑːsikivi] (* 27. November 1870 als Johan Gustaf Hellsten – sein schwedischer Name bis 1885 – in Koski Hl, heute Hämeenkoski; † 14. Dezember 1956 in Helsinki), war ein finnischer Politiker. Er war 1918 und 1944/46 Regierungschef sowie von 1946 bis 1956 Staatspräsident.

## Leben
Paasikivi nahm schon früh am politischen Leben Finnlands teil: Er saß schon vor der Unabhängigkeit Finnlands für die Finnische Partei als Abgeordneter im Staatsrat, war Staatsminister in der ersten Regierung des unabhängigen Finnlands, in der er der Nationalen Sammlungspartei (Kokoomus) angehörte, und in den Jahren 1936 bis 1939 Finnlands Gesandter in Schweden, wo er die sogenannte Skandinavische Orientierung vertrat. Er war Chef der finnischen Delegation bei den Friedensverhandlungen mit Sowjetrussland im estnischen Dorpat im Jahr 1920 und bei weiteren Verhandlungen mit der UdSSR: im Herbst 1939 vor dem Winterkrieg und den Waffenstillstandsverhandlungen im Frühjahr 1944. Von 1940 bis 1941 war er finnischer Botschafter in der Sowjetunion; von 1944 bis 1946 hatte er zudem ein weiteres Mal das Amt des finnischen Regierungschefs inne. Nach dem Rücktritt von Gustaf Mannerheim im Jahr 1946 wurde Paasikivi Staatspräsident und blieb es bis 1956. Während seiner Präsidentschaft wurde der Finnisch-Sowjetische Vertrag von 1948 abgeschlossen. Als Politiker repräsentierte er die Linie der Versöhnung mit der Sowjetunion (die von seinen Gegnern Sowjethörigkeit genannt wurde), die Finnlands „begrenzte Souveränität“ als Folge hatte. Sein Nachfolger wurde Urho Kekkonen, der seine Politik weiterführen sollte, woraufhin sie auch als Paasikivi-Kekkonen-Doktrin bezeichnet wird.
Paasikivi starb im Jahre 1956. Nach einer staatlichen Trauerfeier im Dom von Helsinki wurde er auf dem Friedhof Hietaniemi in Helsinki beigesetzt.
Die finnische Banknote zu 10 Mark, welche von 1963 bis in die 1970er-Jahre in Umlauf war, trägt sein Porträt.